# Paseos de la Pradera
Paseos de la Pradera es una localidad de México perteneciente al municipio de Atotonilco de Tula en el estado de Hidalgo. Se encuentra conurbada a la zona metropolitana de Tula.

## Historia
La localidad se reconoció oficialmente el 30 de septiembre de 2009.

## Geografía
A la localidad le corresponden las coordenadas geográficas 19° 53’ 49.09” de latitud norte y 99° 13’ 37.395” de longitud oeste, con una altitud de 2299 m s. n. m. Se encuentra a una distancia aproximada de 23.75 kilómetros al sur de la cabecera municipal, Atotonilco de Tula.
En cuanto a fisiografía, se encuentra dentro de la provincia de la Eje Neovolcánico dentro de la subprovincia de Lagos y Volcanes de Anáhuac; su terreno es de lomerío. En lo que respecta a la hidrografía se encuentra posicionado en la región Panuco, dentro de la cuenca del río Moctezuma, en la subcuenca del río El Salto. Cuenta con un clima templado subhúmedo con lluvias en verano, de menor humedad.

## Demografía
En 2020 registró una población de 23 867 personas, lo que corresponde al 38.21 % de la población municipal. De los cuales 11 584 son hombres y 12 283 son mujeres. Tiene 7104 viviendas particulares habitadas.
| Gráfica de evolución demográfica de Paseos de la Pradera entre 2010 y 2020                   |
|                                                                                              |
| Población de los censos y conteos del Instituto Nacional de Estadística y Geografía (INEGI). |

## Economía
La localidad tiene un grado de marginación muy bajo y un grado de rezago social muy bajo.